# Colera
Colera ist ein Küstenort an der Costa Brava in Katalonien, Spanien. Er liegt an den östlichen Ausläufern der Pyrenäen im äußersten Nordosten der Iberischen Halbinsel. Bis 1936 war Colera Ortsteil der Nachbargemeinde Portbou.

## Tourismus und Infrastruktur
Colera ist weniger vom Massentourismus geprägt als die weiter südlich gelegenen Orte an der Costa Brava. Es gibt zwei kleine Strände, einen Sporthafen und einen Campingplatz. Der Ort verfügt über einen Bahnhof an der Strecke Portbou–Girona.

## Bevölkerungsentwicklung
| 1950 | 1960 | 1970 | 1981 | 1990 | 2000 | 2006 | 2010 |
| ---- | ---- | ---- | ---- | ---- | ---- | ---- | ---- |
| 378  | 391  | 506  | 490  | 429  | 592  | 601  | 576  |